# Maria Regina Goberna i Julià
Maria Regina (Montserrat) Goberna i Julià (Horta, Barcelona, 19 de juny de 1934 - 3 de gener de 2025) va ser una monja benedictina del Monestir de Sant Benet de Montserrat i ceramista catalana.
De molt jove Regina Goberna s'incorporà al monestir de Sant Benet de Montserrat, on es convertí en una figura clau d'aquest cenobi benedictí femení, impulsant i liderant la creació d'un taller de ceràmica artística. Des del seu lideratge, les benedictines de Sant Benet van esdevenir un referent en l'art ceràmic, amb crecions on coincidien funcionalitat, decoració i espiritualitat.
Entre els seus treballs es troba la creació de grans murals que decoren espais religiosos, hospitals i edificis públics d'arreu del món. A Catalunya, destaquen el plafó de l'Hospital Sant Joan de Déu Barcelona a Barcelona i el mural de Sant Joan de les Abadesses. El seu darrer projecte ha estat Dotze dones de l'Evangeli, una col·lecció de ceràmiques de grans dimensions dedicades a figures femenines bíbliques que mostra la seva defensa del paper de la dona en el camp espiritual i en l'Església. El projecte també compta amb un llibre escrit per la mateixa Goberna.
La matinada del 3 de gener del 2025 va morir ahir, als 90 anys, a causa d'un infart de miocardi, i després d'un ingrés  hospitalari d'un parell de dies.